# Thomas Craig
Thomas Craig   (Pittston, 20 de desembre de 1855 - Baltimore, 8 de maig de 1900) va ser un matemàtic estatunidenc, professor de la Universitat Johns Hopkins.

## Vida i Obra
Craig era fill d'un enginyer de mines escocès resident a Pennsilvània. Va fer els seus estudis al Lafayette College d'Easton (Pennsilvània), on es va graduar el 1875 com enginyer civil. A continuació va anar a la universitat Johns Hopkins per estudiar matemàtiques pures amb James Joseph Sylvester, sota la direcció del qual va obtenir un dels primers doctorats en matemàtiques d'aquesta universitat el 1878.
A partir de l'any següent va compaginar la seva labor docent a la Johns Hopkins, amb un treball al Servei de Costes dels Estats Units; fins al 1881 en que va deixar aquest segon lloc. Durant la resta de la seva curta vida va ser professor de la Universitat Johns Hopkins, així com editor del American Journal of Mathematics, càrrec aquest últim que va deixar el 1898, en deteriorar-se la seva salut.
Els seus primers treballs matemàtics van ser en el cap de la geometria: així va publicar A treatise on Projections (1882), editat precisament pel Servei de Costes Americà. Els anys successius, la seva docència i recerca es van anar inclinant per l'anàlisi matemàtica, estudiant sobre tot el·lipsoide i la seva superfície paral·lela.